# Bovše
Bovše so naselje v Občini Vojnik.

## Prebivalstvo
Etnična sestava 1991:
- Slovenci: 74 (92,5 %)
- Neznano: 6 (7,5 %)